# Tomas Skoloudik
Tomas Skoloudik (en checo: Tomáš Školoudík) (Dobřany, 24 de octubre de 1985) es un modelo checo.

## Biografía
Nació el 24 de octubre de 1985 en Dobřany, Checoslovaquia (actual República Checa). Comenzó su carrera en el modelaje a la edad de 19 años. 
Ha sido portada de revistas en numerosas publicaciones, tales como Men's Health, Men's Folio, Style: Men e Indigo. Se ha destacado en campañas publicitarias impresas y para la televisión en Asia, especialmente en Tokio, Hong Kong, Singapur y Kuala Lumpur. Ha hecho otras apariciones en catálogos publicitarios para Adidas, Gap, Gucci, Calvin Klein, Buffalo Boots, Gas Jeans, Guess? Underwear, Dolce & Gabbana, Kenneth Cole y Free Soul. En 2012 fue rostro publicitario para Armani Jeans y Emporio Armani. 
Anterior a su carrera como modelo, Skoloudik ha aparecido en al menos una sesión de desnudo fotográfico erótico y una escena de una película para adultos de pornografía gay.